# Солнечное затмение 11 августа 1999 года
Солнечное затмение 11 августа 1999 года — полное солнечное затмение 145 сароса (21-е затмение данного сароса). Область наилучшей его видимости попала в средние широты северного полушария. Оно наблюдалось на территории всей Европы, значительные фазы затмения (более 95 %) в Европе наблюдались в таких городах-столицах как Лондон, Париж, Берн, Вена, Загреб, Будапешт и Белград.
Полная фаза затмения лучше всего была видна в столице Румынии — Бухаресте, а среди городов-миллионников — также, например, в Карачи и Мюнхене.
Максимума затмение достигло в точке с координатами 45,1° северной широты, 24,3° восточной долготы (на территории Румынии), длилось в максимуме 2 минуты 23 секунды, а ширина лунной тени на земной поверхности составила 112 км. В момент и в точке наибольшего затмения направление на солнце (азимут) составило 197°, а высота солнца над горизонтом — 59°.
Динамическое мировое время в момент наибольшего затмения: 11:04:09, поправка динамического времени: 64 секунды.
Ось тени проходит между центром Земли и северным полюсом, минимальное расстояние от центра Земли до оси конуса лунной тени составляет 3229 километров. Таким образом, гамма затмения составила 0.5062, а максимальная фаза достигла 1.0286.

## В культуре и науке
- Затмению посвящена песня финской группы Nightwish — «Sleeping Sun», а также стихотворение «Солнце, не исчезай» Елены Войнаровской
- Это же затмение описано в первой части романа «Дневной Дозор» Сергея Лукьяненко и Владимира Васильева, герои которого в Крыму наблюдают почти полную фазу.
- В честь солнечного затмения взяла себе название украинская фолк-рок-группа «Тінь Сонця».
- Одна из фотографий затмения использована в качестве фонового рисунка рабочего стола операционной системы Windows 2000.

## Фотогалерея
| Полное затмение на Балатоне в Венгрии | Полное затмение в Австрии | Бриллиантовое кольцо, Болгария | Банкнота в 2000 лей выпуска 2000—2003 годов с обозначением прохождения солнечного затмения |